# Marko Lazetić
Marko Lazetić (en serbe : Марко Лазетић), né le 22 janvier 2004 à Belgrade, est un footballeur serbe qui évolue au poste d'avant-centre à l'Aberdeen FC.

## Biographie

### Carrière en club
Lazetić fait ses débuts avec l'Étoile rouge de Belgrade le 29 novembre 2020 — à seulement 16 ans et 10 mois — entrant en jeu à la 76e minute lors d'une victoire 3-0 à domicile contre le FK Rad en Championnat,,,,.
Étant alors le plus jeune joueur de l'effectif belgradois,, il fait néanmoins d'abord ses preuves au Grafičar, qui fait office d'équipe reserve de l'Étoile rouge, où — malgré une blessure qui le ralenti dans sa progression — il parvient à s'imposer dans l'équipe senior. Il prolonge en parallèle son contrat avec les champions serbes de l'Étoile rouge jusqu'en 2024

### Carrière en sélection
Marko Lazetić est notamment international avec l'équipe de Serbie des moins de 16 ans depuis 2019.

## Palmarès
| Étoile rouge de Belgrade - Super liga (1) : - Champion en 2020-21 AC Milan - Championnat d'Italie de football (1) : - Champion : 2022 |

## Vie privée
Marko est le neveu de l'international yougoslave Nikola Lazetić,,.